# Royal Armouries Museum
Royal Armouries Museum i Leeds i West Yorkshire i England er et statsmuseum, som viser den nationale samling af våben og rustninger. Det er en del af Royal Armouries-museerne. De andre er Tower of London, som traditionelt er hovedsædet, Fort Nelson i Hampshire med udstilling af den nationale samling af artilleri og permanente gallerier på Frazier History Museum i Louisville i Kentucky i USA. The Royal Armouries is a non-departmental public body sponsored by the Department for Culture, Media and Sport.
Museet i Leeds blev bygget til Royal Armouries Clarence Dock i 1996 for £42.5 millioner. Samlingen var tidligere i Tower of London, hvor Royal Armouries stadig udstiller i White Tower.
Da det er et af Storbritannien statsmuseer, er indgangen gratis, selv om der skal betales billet til særudstillinger.
Museet har brugt levende præsentationer ud over de statiske udstillinger for at forklare samlingen. På grund af en reorganisering af museet i 2010/11 og som følge af budgetnedskæringer blev afdelingen for levende formidling lukket d. 31. marts 2011.

## Bygning
Museet har til huse i en nyopført bygning, der er tegnet af Derek Walker og Buro Happold. and built by Alfred McAlpine.
Bygningen ligger ved byens centrum på bredden af River Aire. Museet er blandt de mange bygninger, der blev bygget, mens  Leeds' havnefront oplevede en fornyelse. Det ligger på Armouries Square på Clarence Dock.

## Udstilling

### Hovedbygningen
Royal Armouries Museum blev tegnet fra bunden. Udstillingen er delt efter størrelse og de historiske perioder i de forskellige gallerier, der alle blev skabt som en del af Strategy 2000.
Bygningen tog udgangspunkt i disse rum. Der er også konserveringværkstedet og bibliotek. Lofthøjden i den nye bygning blev, så den kan rumme de længste stagevåben udstillet vertikalt, og hovedelevatoren blev tegnet til at rumme den største genstand.
Ud over de fem originale gallerier, som rummer 5.000 genstande i den permanente udstilling og den nyere Peace Gallery, har museet også Hall of Steel, en kæmpe trappe, hvis vægge er dekoreret med 2.500 genstande og minder om de historiske udstillinger i Tower Armouries i det 1600-tallet.
Museet er i fem etager, hvoraf fire af gallerierne breder sig over to etager. Alle elevatorer giver adgang til fire nederste etager, mens den femte etage kun kan nås med en bestemt rød elevator. Alle elevatorer er fra receptionsområdet, og indgangen til museet sker fra Armouries Square.

#### Krig
Denne del af udstillingen er viet:
- Krigsførelse i oldtiden og middelalderen
- 1600- og 1700-tallet
- 8600- og 1900-tallet

#### Fred - farvel til våbnene?
Dette galleri er inde i War Gallery og omhandler en fremtid uden krig, og behandler nedrustning og konceptet Détente. Galleriet er et samarbejde med Peace Museum ved Bradford.

#### Jagt
Dette galleri viser jagt med udstillinger om
- Jagt igennem historien
- Jagt som sport

#### Orientalsk
Et galleri med udstillinger er dedikeret til:
- Syd og Sydøstasien
- Kina og Japan
- Centralasien, islam og Indien

#### Turnering
Et stort galleri over to etager viser våben og rustninger, som har været brugt til ridderturnering.

#### Selvforsvar
Dette galleri har forskellige udstillinger om:
- Våben og rustningskunst
- Den væbnede civile
- IMPACT - En udstilling om hvordan pistolen påvirker kriminalitet i samfundet

#### Arena
Langs River Aire findes en 150 meter lang arena. Her bliver der vist ridderturneringer, militære og sportslige forestillinger, når vejret tillader det.
Selv om museet ikke længere ejer egne heste, bliver der afholdt to årlige ridderturneringer med deltagere fra hele verden.
Påsken er højdepunktet for ridderturneringskalenderen med en fire dage lang ridderturnering mellem fire hold. Det  konkurrerer fra langfredag til palmesøndag med den afgørende ridderturnering 2. påskedag. Det vindende hold får et æressværd ved afslutningen af konkurrencen.
I løbet af sommeren arrangeres også en turnering, hvor riddere fra hele verden kæmper om H.M. Dronnings Gyldne Jubilæumstrofæ.

#### Flag
Flagene, som der flages med langs kanalen ved Royal Armouries, er:
- Englands flag
- Skotlands flag
- Wales' flag
- Storbritanniens kongelige flag
- Skotlands kongelige flag
- Sankt Davids flag
- Unionsflaget

## Budgetnedskæringer
Ved en 15%'s nedskæring af Royal Armouries' budget i marts 2011 mistede 17 ansatte deres job: "alle museets ryttere, skuespillere og staldpersonale".

## I populærkultur
Museet er nævnt i Kaiser Chiefs' sang "Team Mate" på gruppens debutalbum Employment.